# Anderson Mollino da Silva
Anderson Mollino da Silva (ur. 20 maja 1990) – brazylijski piłkarz ręczny, prawy rozgrywający.

## Kariera sportowa
W latach 2012–2016 był zawodnikiem brazylijskiego HC Taubaté, z którym zdobył trzy mistrzostwa kraju i cztery razy wygrał panamerykańskie mistrzostwa klubowe. W 2013 wraz ze swoją drużyną uczestniczył w Super Globe w Katarze, podczas którego rozegrał pięć meczów i zdobył cztery gole. W 2016, po ukończeniu studiów, wyjechał z Brazylii i przez rok grał w irańskim Bita Sabzevar.
W 2017 podpisał dwuletni kontrakt z Zagłębiem Lubin. W Superlidze zadebiutował 2 września 2017 w wygranym meczu z KPR-em Legionowo (23:21), zaś osiem pierwszych bramek rzucił 10 września 2017 w spotkaniu z MKS-em Kalisz (32:28). W sezonie 2017/2018 rozegrał 32 mecze, w których zdobył 71 goli. W 2018 trafił do Arki Gdynia. Zadebiutował w niej 2 września 2018 w przegranym spotkaniu z Górnikiem Zabrze (24:38), w którym rzucił pięć bramek. W pierwszej części sezonu 2018/2019 rozegrał w Superlidze 14 meczów i zdobył 49 goli (najlepszy wynik w zespole). Z końcem grudnia 2018 odszedł z gdyńskiej drużyny.

## Statystyki
| Klub                    | Sezon     | Liga      | Liga | Liga | Liga | Puchar Polski | Puchar Polski | Puchar Polski | Razem | Razem | Razem |
| Klub                    | Sezon     | Liga      | M    | B    | Śr.  | M             | B             | Śr.           | M     | B     | Śr.   |
| ----------------------- | --------- | --------- | ---- | ---- | ---- | ------------- | ------------- | ------------- | ----- | ----- | ----- |
| Zagłębie Lubin          | 2017/2018 | Superliga | 32   | 71   | 2,2  | 3             | 13            | 4,3           | 35    | 84    | 2,4   |
| Arka Gdynia             | 2018/2019 | Superliga | 14   | 49   | 3,5  | 0             | 0             | 0             | 14    | 49    | 3,5   |
| Źródło: handballnews.pl |           |           |      |      |      |               |               |               |       |       |       |